# قائمة رؤساء الكاميرون
رئيس جمهورية الكاميرون هو رأس الدولة في الكاميرون منذ الاستقلال عن فرنسا عام 1960. لم يتولى هذا المنصب سوى رئيسين اثنين فقط.

## رؤساء الكاميرون منذ (1960 – حتى الآن)
الأحزاب السياسية
- الاتحاد  الكاميروني (UC)

| #                                       | الرئيس                        | الصورة                        | تولى المنصب                   | غادر المنصب                   | مدة الحكم                     | ملاحظات |
| جمهورية الكاميرون (1960–1961)           | جمهورية الكاميرون (1960–1961) | جمهورية الكاميرون (1960–1961) | جمهورية الكاميرون (1960–1961) | جمهورية الكاميرون (1960–1961) | جمهورية الكاميرون (1960–1961) | جمهورية الكاميرون (1960–1961) |
| --------------------------------------- | ----------------------------- | ----------------------------- | ----------------------------- | ----------------------------- | ----------------------------- | --- |
| 1                                       | أحمدو أهيجو                   |                               | 5 مايو 1960                   | 1 أكتوبر 1961                 | سنةً واحدةً و4 أشهرٍ و26 يومًا    | - أول رئيس بعد الاستقلال. |
| جمهورية الكاميرون الاتحادية (1961–1972) |                               |                               |                               |                               |                               | |
| (1)                                     | أحمدو أهيجو                   |                               | 1 أكتوبر 1961                 | 20 مايو 1972                  | 10 سنواتٍ و7 أشهرٍ و19 يومًا     | - انتخب لأول مرة عام 1965 وأعيد انتخابه في 1970 وكان خلالهما المرشح الوحيد. |
| جمهورية الكاميرون المتحدة (1972–1984)   |                               |                               |                               |                               |                               | |
| (1)                                     | أحمدو أهيجو                   |                               | 20 مايو 1972                  | 6 نوفمبر 1982                 | 10 سنواتٍ و5 أشهرٍ و17 يومًا     | - نظام الحزب الواحد منذ 1975. - انتخب لولاية ثالثة في اتخابات الرئاسة عام 1975 وأعيد انتخابه سنة 1980 (المرشح الوحيد). - استقال من منصبه في 6 نوفمبر 1982 بسبب مشاكل صحية.                                                                                             |
| 2                                       | بول بيا                       |                               | 6 نوفمبر 1982                 | 25 يناير 1984                 | سنةً واحدةً وشهران و19 يومًا     | - تولى الرئاسة بعد استقالة أحمدو أهيجو. - شغل بول بيا منصب رئيس مجلس الوزراء من 1975 إلى 1982. |
| جمهورية الكاميرون (1984–حتى الآن)       |                               |                               |                               |                               |                               | |
| (2)                                     | بول بيا                       |                               | 25 يناير 1984                 | مازال في المنصب               | 41 سنةً وشهرًا واحدًا و25 يومًا   | - انتخب لأول مرة عام 1984 وأعيد انتخابه عام 1988 وكان خلالهما المرشح الوحيد. - تعرض لمحاولة انقلابية فاشلة بقيادة الرئيس السابق أحمدو أهيجو في أبريل 1984. - فاز في انتخابات 1992 و1997 و2004 و2011 و2018، أقل نسبة حصل عليها هي %40 عام 1992 وأعلى نسبة %92 عام 1997. |